# HNL 2022./23.
Hrvatska nogometna liga 2022./23. (službeno: SuperSport Hrvatska nogometna liga) je 32. sezona HNL koja je započela 15. srpnja 2022., a završila 28. svibnja 2023. Deset momčadi odigralo je 36 utakmica četverokružnim sustavom uz stanku na prijelazu godina koja sezonu dijeli na proljetni i jesenski dio. 
 
Branitelj naslova prvaka je zagrebački Dinamo.

## Momčadi
| Klub              | Grad          | Stadion                           | Kapacitet | Trener           | Kapetan            | Športski partner | Glavni sponzor            |
| ----------------- | ------------- | --------------------------------- | --------- | ---------------- | ------------------ | ---------------- | ------------------------- |
| Dinamo Zagreb     | Zagreb        | Stadion Maksimir                  | 24.851    | Igor Bišćan      | Dominik Livaković  | Adidas           | PSK                       |
| Gorica            | Velika Gorica | Gradski stadion                   | 4536      | Željko Sopić     | Aleksandar Jovičić | Alpas            | Admiral Bet               |
| Hajduk Split      | Split         | Gradski stadion Poljud            | 33.987    | Ivan Leko        | Lovre Kalinić      | Macron           | Tommy                     |
| Istra 1961        | Pula          | Stadion Aldo Drosina              | 9921      | Gonzalo García   | Slavko Blagojević  | Kelme            | Germania                  |
| Lokomotiva Zagreb | Zagreb        | Stadion Kranjčevićeva             | 3690      | Silvijo Čabraja  | Josip Pivarić      | Macron           | –                         |
| Osijek            | Osijek        | Stadion Gradski vrt               | 18.856    | Stjepan Tomas    | Mihael Žaper       | 2Rule            | Mészáros és Mészáros Kft. |
| Rijeka            | Rijeka        | Stadion Rujevica                  | 8191      | Sergej Jakirović | Nediljko Labrović  | Joma             | Sava Osiguranje           |
| Slaven Belupo     | Koprivnica    | Gradski stadion „Ivan Kušek Apaš” | 3054      | Zoran Zekić      | Tomislav Božić     | Jako             | Belupo (Podravka)         |
| Šibenik           | Šibenik       | Stadion Šubićevac                 | 3701      | Damir Čanadi     | Mario Ćurić        | Macron           | Favbet                    |
| Varaždin          | Varaždin      | Stadion Varteks                   | 8818      | Mario Kovačević  | Igor Postonjski    | Legea            | BURA VENTURES             |

### Trenerske promjene
| Momčad        | Bivši trener       | Razlog odlaska    | Datum odlaska       | Novi trener                   | Datum imenovanja    | Pozicija   |
| ------------- | ------------------ | ----------------- | ------------------- | ----------------------------- | ------------------- | ---------- |
| Šibenik       | Dean Računica      | Ostavka           | 21. svibnja 2022.   | Damir Čanadi                  | 7. lipnja 2022.     | Predsezona |
| Rijeka        | Goran Tomić        | Sporazumni raskid | 28. svibnja 2022.   | Dragan Tadić i Fausto Budicin | 20. lipnja 2022.    | Predsezona |
| Rijeka        | Dragan Tadić       | Sporazumni raskid | 16. kolovoza 2022.  | Fausto Budicin                | 16. kolovoza 2022.  | 9.         |
| Gorica        | Samir Toplak       | Otpušten          | 26. kolovoza 2022.  | Igor Angelovski               | 27. kolovoza 2022.  | 9.         |
| Osijek        | Nenad Bjelica      | Otpušten          | 29. kolovoza 2022.  | Rene Poms                     | 1. rujna 2022.      | 5.         |
| Rijeka        | Fausto Budicin     | Otpušten          | 4. rujna 2022.      | Serse Cosmi                   | 4. rujna 2022.      | 10.        |
| Hajduk        | Valdas Dambrauskas | Sporazumni raskid | 12. rujna 2022.     | Mislav Karoglan               | 12. rujna 2022.     | 4.         |
| Šibenik       | Damir Čanadi       | Sporazumni raskid | 24. rujna 2022.     | Mario Cvitanović              | 24. rujna 2022.     | 7.         |
| Rijeka        | Serse Cosmi        | Sporazumni raskid | 13. studenoga 2022. | Sergej Jakirović              | 25. studenoga 2022. | 8.         |
| Gorica        | Igor Angelovski    | Sporazumni raskid | 13. studenoga 2022. | Željko Sopić                  | 28. studenoga 2022. | 10.        |
| Hajduk Split  | Mislav Karoglan    | Sporazumni raskid | 31. prosinca 2022.  | Ivan Leko                     | 31. prosinca 2022.  | 2.         |
| Šibenik       | Mario Cvitanović   | Otpušten          | 31. siječnja 2023.  | Damir Čanadi                  | 31. siječnja 2023.  | 9.         |
| Osijek        | Rene Poms          | Otpušten          | 2. ožujka 2023.     | Borimir Perković              | 2. ožujka 2023.     | 3.         |
| Dinamo Zagreb | Ante Čačić         | Otpušten          | 6. travnja 2023.    | Igor Bišćan                   | 6. travnja 2023.    | 1.         |
| Osijek        | Borimir Perković   | Sporazumni raskid | 22. travnja 2023.   | Stjepan Tomas                 | 24. travnja 2023.   | 4.         |

## Stadioni
| Dinamo Zagreb         | Gorica | Hajduk Split                                                                                                 | Istra 1961           |
| --------------------- | --- | --- | -------------------- |
| Stadion Maksimir      | Gradski stadion Velika Gorica                                                                                | Stadion Poljud                                                                                               | Stadion Aldo Drosina |
| Kapacitet: 24.851     | Kapacitet: 4536                                                                                              | Kapacitet: 33.987                                                                                            | Kapacitet: 9921      |
|                       | | |                      |
| Lokomotiva Zagreb     | Dinamo · LokomotivaGoricaHajdukIstra 1961OsijekRijekaSlavenŠibenikVaraždinclass=notpageimage\| HNL 2022./23. | Dinamo · LokomotivaGoricaHajdukIstra 1961OsijekRijekaSlavenŠibenikVaraždinclass=notpageimage\| HNL 2022./23. | Osijek               |
| Stadion Kranjčevićeva | Dinamo · LokomotivaGoricaHajdukIstra 1961OsijekRijekaSlavenŠibenikVaraždinclass=notpageimage\| HNL 2022./23. | Dinamo · LokomotivaGoricaHajdukIstra 1961OsijekRijekaSlavenŠibenikVaraždinclass=notpageimage\| HNL 2022./23. | Stadion Gradski vrt  |
| Kapacitet: 3690       | Dinamo · LokomotivaGoricaHajdukIstra 1961OsijekRijekaSlavenŠibenikVaraždinclass=notpageimage\| HNL 2022./23. | Dinamo · LokomotivaGoricaHajdukIstra 1961OsijekRijekaSlavenŠibenikVaraždinclass=notpageimage\| HNL 2022./23. | Kapacitet: 18.856    |
|                       | Dinamo · LokomotivaGoricaHajdukIstra 1961OsijekRijekaSlavenŠibenikVaraždinclass=notpageimage\| HNL 2022./23. | Dinamo · LokomotivaGoricaHajdukIstra 1961OsijekRijekaSlavenŠibenikVaraždinclass=notpageimage\| HNL 2022./23. |                      |
| Rijeka                | Slaven Belupo                                                                                                | Šibenik | Varaždin             |
| Stadion Rujevica      | Stadion Ivan Kušek-Apaš                                                                                      | Stadion Šubićevac                                                                                            | Stadion Varteks      |
| Kapacitet: 8191       | Kapacitet: 3054                                                                                              | Kapacitet: 3701                                                                                              | Kapacitet: 8818      |
|                       | | |                      |

## Ljestvica
| Poz. | Momčad            | U  | P  | N  | I  | G+ | G– | G+/– | Bod. | Nastavak natjecanja ili ispadanje |
| ---- | ----------------- | -- | -- | -- | -- | -- | -- | ---- | ---- | --------------------------------- |
| 1.   | Dinamo Zagreb     | 36 | 24 | 9  | 3  | 81 | 28 | +53  | 81   | UEFA Liga prvaka                  |
| 2.   | Hajduk Split      | 36 | 21 | 8  | 7  | 65 | 41 | +24  | 71   | UEFA Europska konferencijska liga |
| 3.   | Osijek            | 36 | 13 | 11 | 12 | 46 | 41 | +5   | 50   | UEFA Europska konferencijska liga |
| 4.   | Rijeka            | 36 | 14 | 7  | 15 | 44 | 44 | 0    | 49   | UEFA Europska konferencijska liga |
| 5.   | Istra 1961        | 36 | 11 | 13 | 12 | 36 | 38 | −2   | 46   |                                   |
| 6.   | Varaždin          | 36 | 12 | 10 | 14 | 41 | 51 | −10  | 46   |                                   |
| 7.   | Lokomotiva Zagreb | 36 | 11 | 10 | 15 | 45 | 50 | −5   | 43   |                                   |
| 8.   | Slaven Belupo     | 36 | 10 | 13 | 13 | 27 | 46 | −19  | 43   |                                   |
| 9.   | Gorica            | 36 | 7  | 11 | 18 | 36 | 50 | −14  | 32   |                                   |
| 10.  | Šibenik           | 36 | 5  | 12 | 19 | 24 | 56 | −32  | 27   | 1. NL                             |

## Rezultatska križaljka
| Domaćin \ gosti | DIN | GOR | HAJ | IST | LOK | OSI | RIJ | SLA | ŠIB | VAR |
| --------------- | --- | --- | --- | --- | --- | --- | --- | --- | --- | --- |
| Dinamo Zagreb   | –   | 0:0 | 4:1 | 4:1 | 3:2 | 5:2 | 3:1 | 4:1 | 3:0 | 3:1 |
| Gorica          | 0:1 | –   | 0:1 | 0:2 | 3:2 | 0:1 | 0:2 | 1:1 | 0:0 | 0:0 |
| Hajduk Split    | 1:1 | 3:1 | –   | 2:2 | 2:1 | 3:1 | 2:0 | 5:1 | 2:1 | 2:1 |
| Istra 1961      | 1:0 | 1:0 | 0:2 | –   | 1:2 | 1:0 | 1:1 | 0:0 | 0:0 | 1:2 |
| Lokomotiva      | 1:2 | 2:1 | 2:2 | 2:0 | –   | 2:1 | 3:1 | 0:1 | 1:1 | 1:2 |
| Osijek          | 1:0 | 2:1 | 2:1 | 2:0 | 4:1 | –   | 1:1 | 0:0 | 1:1 | 2:2 |
| Rijeka          | 2:7 | 1:1 | 0:1 | 0:1 | 3:0 | 0:3 | –   | 0:1 | 0:0 | 1:2 |
| Slaven Belupo   | 1:5 | 2:1 | 2:2 | 0:3 | 0:0 | 0:4 | 2:1 | –   | 0:0 | 1:0 |
| Šibenik         | 1:2 | 1:1 | 1:1 | 0:0 | 2:1 | 0:2 | 0:1 | 0:2 | –   | 1:2 |
| Varaždin        | 1:1 | 2:1 | 0:2 | 1:1 | 0:0 | 4:1 | 0:3 | 0:1 | 2:2 | –   |

| Domaćin \ gosti | DIN | GOR | HAJ | IST | LOK | OSI | RIJ | SLA | ŠIB | VAR |
| --------------- | --- | --- | --- | --- | --- | --- | --- | --- | --- | --- |
| Dinamo Zagreb   | –   | 4:1 | 4:0 | 1:0 | 2:1 | 1:1 | 1:0 | 4:0 | 4:0 | 2:0 |
| Gorica          | 1:1 | –   | 0:0 | 5:4 | 1:0 | 2:0 | 1:0 | 0:0 | 0:3 | 5:2 |
| Hajduk Split    | 0:0 | 2:1 | –   | 2:2 | 3:4 | 3:0 | 1:2 | 1:0 | 3:0 | 2:0 |
| Istra 1961      | 0:0 | 1:0 | 3:0 | –   | 0:0 | 1:0 | 0:2 | 1:1 | 3:0 | 2:1 |
| Lokomotiva      | 1:2 | 2:2 | 0:3 | 3:1 | –   | 1:0 | 1:2 | 1:0 | 1:0 | 1:1 |
| Osijek          | 0:0 | 2:0 | 0:2 | 1:0 | 2:2 | –   | 1:1 | 0:0 | 0:0 | 0:1 |
| Rijeka          | 1:2 | 2:0 | 2:0 | 2:2 | 2:0 | 1:1 | –   | 0:1 | 1:0 | 3:1 |
| Slaven Belupo   | 1:1 | 1:1 | 0:1 | 2:0 | 0:0 | 2:1 | 1:3 | –   | 0:1 | 1:1 |
| Šibenik         | 2:1 | 0:4 | 2:3 | 0:0 | 0:4 | 1:4 | 1:2 | 3:1 | –   | 0:2 |
| Varaždin        | 1:3 | 2:1 | 1:4 | 0:0 | 0:0 | 1:3 | 2:0 | 1:0 | 2:0 | –   |

## Statistike

### Golovi
Izvor: SuperSport HNL
| Mjesto | Igrač            | Momčad        | Golovi |
| ------ | ---------------- | ------------- | ------ |
| 1.     | Marko Livaja     | Hajduk Split  | 19     |
| 2.     | Matija Frigan    | Rijeka        | 14     |
| 3.     | Fran Brodić      | Varaždin      | 12     |
| 3.     | Luka Ivanušec    | Dinamo Zagreb | 12     |
| 3.     | Ramón Miérez     | Osijek        | 12     |
| 6      | Ante Erceg       | Istra 1961    | 11     |
| 7.     | Jan Mlakar       | Hajduk Split  | 10     |
| 7.     | Bruno Petković   | Dinamo Zagreb | 10     |
| 9      | Sandro Kulenović | Lokomotiva    | 9      |
| 10.    | Monsef Bakrar    | Istra 1961    | 8      |
| 10.    | Dion Drena Beljo | Osijek        | 8      |
| 10.    | Mijo Caktaš      | Osijek        | 8      |
| 10.    | Mislav Oršić     | Dinamo Zagreb | 8      |

## Vanjske poveznice
- hnl.hr
- HNL - Statistika
- hns-cff.hr, stranica lige
- uefa.com, stranica lige